# Governo Pompidou IV

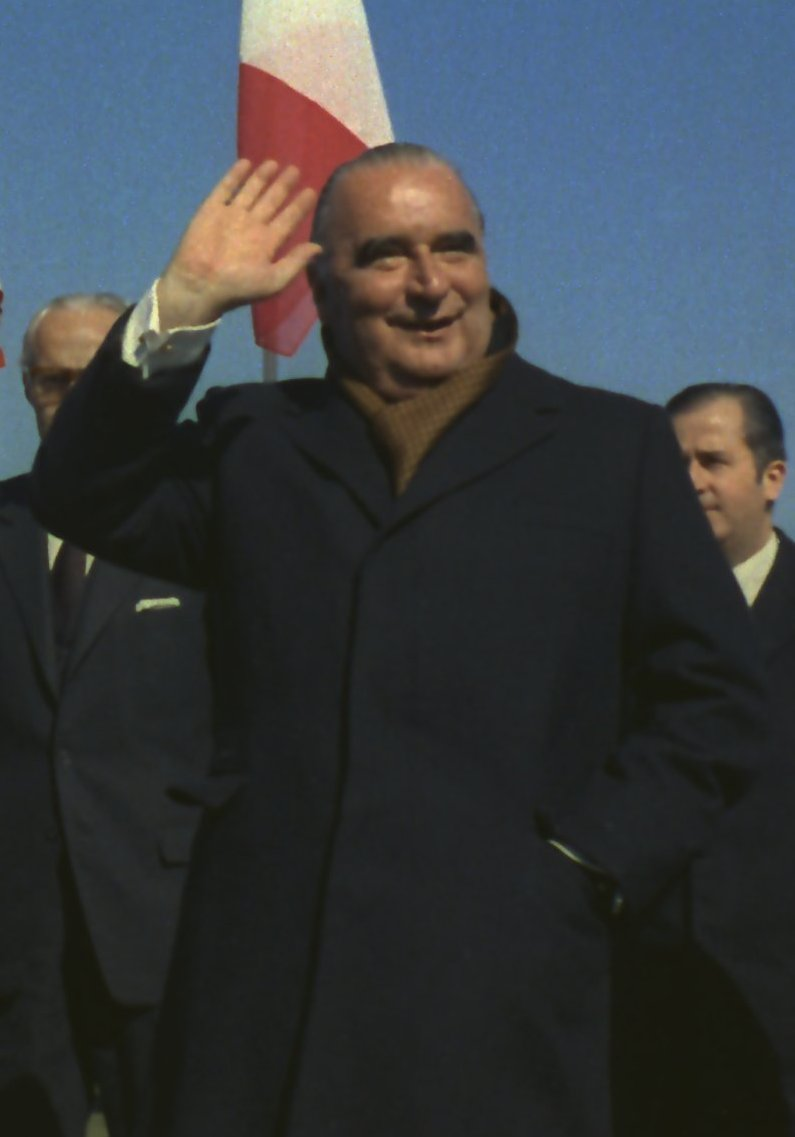
Georges Pompidou

Il Governo Pompidou IV è stato  il quarto governo sotto il primo ministro Georges Pompidou in carica dall'8 aprile 1967 al 10 luglio 1968.
Questo è stato il quinto governo della Quinta Repubblica francese,
Il partito che sostenne il governo fu:
- Unione dei Democratici per la Quinta Repubblica (UDVe), successivamente Unione per la Difesa della Repubblica

## Composizione iniziale
Governo nominato in data 8 aprile 1967
- Primo ministro Georges Pompidou (UDVe)

### Ministri di Stato
- Ministro di Stato incaricato degli Affari culturali: André Malraux (UDVe)
- Ministro di Stato incaricato per la funzione pubblica: Edmond Michelet (UDVe)
- Ministro di Stato incaricato dei dipartimenti e territori d'oltremare: Pierre Billotte (UDVe)
- Ministro di Stato per la ricerca scientifica e questioni nucleari e spaziali: Maurice Schumann (UDVe)
- Ministro di Stato responsabile per le relazioni con il Parlamento: Roger Frey (UDVe)

### Ministri
- Guardasigilli, Ministro della Giustizia: Louis Joxe (UDVe)
- Ministro degli Esteri: Maurice Couve de Murville (UDVe)
- Ministro degli Interni: Christian Fouchet (UDVe)
- Ministro della Difesa: Pierre Messmer (UDVe)
- Ministro dell'Economia e delle Finanze: Michel Debré (UDVe)
- Ministro della Educazione nazionale: Alain Peyrefitte (UDVe)
- Ministro delle attrezzature e degli alloggi: Edgard Pisani (UDVe)
- Ministro dell'Agricoltura: Edgar Faure (UDVe)
- Ministro dell'Industria: Olivier Guichard (UDVe)
- Ministro degli affari sociali: Jean-Marcel Jeanneney (UDVe)
- Ministro dei Trasporti Jean Chamant (RI)
- Ministro degli affari dei veterani: Henri Duvillard (UDVe)
- Ministro delle Poste e Telecomunicazioni: Yves Guéna (UDVe)
- Ministro della gioventù e dello sport: François Missoffe (UDVe)
- Ministro dell'informazione: Georges Gorse (UDVe)

### Ministri delegati
- Ministro delegato presso il Primo Ministro, incaricato della Pianificazione e sviluppo del territorio: Raymond Marcellino (RI)

### Segretari di Stato
- Segretario di Stato presso il Primo Ministro, responsabile del Turismo: Pierre Dumas (UDVe)
- Segretario di Stato presso il Ministro degli Affari esteri, responsabile della cooperazione: Yvon Bourges (UDVe)
- Segretario di Stato presso il Ministro degli Affari Esteri: André Bettencourt (RI)
- Segretario di Stato presso il Ministro degli Interni: André Bord (UDVe)
- Segretario di Stato presso il Ministro dell'Economia e delle Finanze: Robert Boulin (UDVe)
- Segretario di Stato presso il Ministro dell'Economia e delle Finanze: Roland Nungesser (UDVe)
- Segretario di Stato presso il Ministro degli affari sociali, responsabile per le questioni di occupazione: Jacques Chirac (UDVe)

## Rimpasto ministeriale  del 29 aprile 1967
- Dimissioni di Edgard Pisani
- Ministro delle attrezzature e degli alloggi: François-Xavier Ortoli

## Sostituzione temporanea 28 maggio 1968
- Dimissioni di Alain Peyrefitte, Ministro della Educazione nazionale
- Ministro della Educazione nazionale ad interim: Georges Pompidou

## Composizione a seguito del rimpasto ministeriale del 31 maggio 1968
- Primo Ministro: Georges Pompidou

### Ministri di stato
- Ministro di Stato incaricato degli Affari culturali: André Malraux
- Ministro di Stato: Edmond Michelet (incaricato al Turismo dal 4 giugno)
- Ministro di Stato incaricato degli affari sociali: Maurice Schumann
- Ministro di Stato incaricato del Turismo: Henri Rey

### Ministri
- Guardasigilli, Ministro della Giustizia: René Capitant
- Ministro degli Esteri: Michel Debré
- Ministro delle Forze armate: Pierre Messmer
- Ministro degli Interni: Raymond Marcellino
- Ministro dell'Economia e delle Finanze: Maurice Couve de Murville
- Ministro della Educazione nazionale: François-Xavier Ortoli
- Ministro delle Attrezzature e degli alloggi: Robert Cambusa
- Ministro dell'Agricoltura: Edgar Faure
- Ministro dell'Industria: Albin Chalandon
- Ministro dei Trasporti Jean Chamant
- Ministro degli Affari dei veterani: Henri Duvillard
- Ministro delle Poste e Telecomunicazioni: André Bettencourt (RI)
- Ministro dell'Informazione: Yves Guéna (UDR)
- Ministro della gioventù e dello sport: Roland Nungesser
- Ministro dei Dipartimenti e Territori d'Oltremare: Joël Le Theule
- Ministro della Funzione pubblica: Robert Boulin
- Ministro della Ricerca scientifica e delle questioni nucleari e spaziali: Christian La Malène

### Ministri delegati
Ministro delegato presso il Primo ministro Primo Ministro incaricato Progettazione e Pianificazione del territorio: Olivier Guichard

### Segretari di Stato
- Segretario di Stato presso il ministro degli Affari esteri, incaricato della Cooperazione: Yvon Bourges
- Segretario di Stato presso il ministro degli Interni: Andre Bord
- Segretario di Stato presso il ministro dell'Economia e delle Finanze: Jacques Chirac
- Segretario di Stato presso il ministro dell'Educazione nazionale: Marie-Madeleine Dienesch
- Segretario di Stato presso il ministro degli Affari sociali, incaricato dei Problemi del lavoro: Yvon Morandat
- Segretario di Stato presso il ministro delle Attrezzature e degli alloggi, incaricato degli alloggi: Philippe Dechartres